# Esnes-en-Argonne
Esnes-en-Argonne – miejscowość i gmina we Francji, w regionie Grand Est, w departamencie Moza.
Według danych na rok 1990 gminę zamieszkiwały 104 osoby, a gęstość zaludnienia wynosiła 7 osób/km² (wśród 2335 gmin Lotaryngii Esnes-en-Argonne plasuje się na 941. miejscu pod względem liczby ludności, natomiast pod względem powierzchni na miejscu 345.).